# Gonatium paradoxum
Gonatium paradoxum là một loài nhện trong họ Linyphiidae.
Loài này thuộc chi Gonatium. Nó được Ludwig Carl Christian Koch miêu tả năm 1869.